# OR Весов
OR Весов (лат. OR Librae) — одиночная переменная звезда в созвездии Весов на расстоянии приблизительно 4393 световых лет (около 1347 парсеков) от Солнца. Видимая звёздная величина звезды — от +11,9m до +10,4m.

## Характеристики
OR Весов — пульсирующая полуправильная переменная звезда (SR).